# Camera albă
Camera albă este un film românesc din 1964 regizat de Virgil Calotescu. Rolurile principale au fost interpretate de actorii Ion Besoiu, Silviu Stănculescu și Luminița Iacobescu.

## Distribuție
Distribuția filmului este alcătuită din:
- Luminița Iacobescu — Ileana
- Constantin Rauțchi — Alecu
- Dumitru Rucăreanu — Gică
- Ștefan Mihăilescu-Brăila — Ion Ion
- Ion Besoiu — Radu Simedrea
- Flavia Buref — Alina
- George Aurelian — Profesor oftalmolog
- Dorina Done
- Haralambie Polizu
- Alexandra Polizu
- Ion Anghel
- Ion Bocancea
- Titus Lapteș — Tatăl Alinei
- Amza Pellea — Simion
- Silviu Stănculescu — Șerban Rucăreanu
- Geo Barton — Dimitriu

## Primire
Filmul a fost vizionat de 1.343.497 de spectatori în cinematografele din România, după cum atestă o situație a numărului de spectatori înregistrat de filmele românești de la data premierei și până la data de 31 decembrie 2014 alcătuită de Centrul Național al Cinematografiei.